# Pridvorci (Nevesinje)
Pridvorci är en ort i Bosnien och Hercegovina. Den ligger i entiteten Republika Srpska, i den södra delen av landet, 60 km söder om huvudstaden Sarajevo. Pridvorci ligger 867 meter över havet och antalet invånare är 171.
Terrängen runt Pridvorci är varierad. Närmaste större samhälle är Potoci, 19,8 km väster om Pridvorci.
Omgivningarna runt Pridvorci är en mosaik av jordbruksmark och naturlig växtlighet. Runt Pridvorci är det ganska tätbefolkat, med 67 invånare per kvadratkilometer.